# Isabelle Ladeveze
Isabelle Pascale Ladeveze (ur. 30 kwietnia 1988) – francuska zapaśniczka walcząca w stylu wolnym. Zajęła siódme miejsce na mistrzostwach Europy w 2013. Srebrna medalistka igrzysk frankofońskich w 2013. Mistrzyni Francji w 2012, 2013 i 2015 roku.